# 桐壺
| 源氏物語五十四帖 |        |    |        |
| 各帖のあらすじ   |        |    |        |
| 帖               | 名     | 帖 | 名     |
| 1                | 桐壺   | 28 | 野分   |
| 2                | 帚木   | 29 | 行幸   |
| 3                | 空蝉   | 30 | 藤袴   |
| 4                | 夕顔   | 31 | 真木柱 |
| 5                | 若紫   | 32 | 梅枝   |
| 6                | 末摘花 | 33 | 藤裏葉 |
| 7                | 紅葉賀 | 34 | 若菜   |
| 8                | 花宴   | 35 | 柏木   |
| 9                | 葵     | 36 | 横笛   |
| 10               | 賢木   | 37 | 鈴虫   |
| 11               | 花散里 | 38 | 夕霧   |
| 12               | 須磨   | 39 | 御法   |
| 13               | 明石   | 40 | 幻     |
| 14               | 澪標   | 41 | 雲隠   |
| 15               | 蓬生   | 42 | 匂宮   |
| 16               | 関屋   | 43 | 紅梅   |
| 17               | 絵合   | 44 | 竹河   |
| 18               | 松風   | 45 | 橋姫   |
| 19               | 薄雲   | 46 | 椎本   |
| 20               | 朝顔   | 47 | 総角   |
| 21               | 少女   | 48 | 早蕨   |
| 22               | 玉鬘   | 49 | 宿木   |
| 23               | 初音   | 50 | 東屋   |
| 24               | 胡蝶   | 51 | 浮舟   |
| 25               | 蛍     | 52 | 蜻蛉   |
| 26               | 常夏   | 53 | 手習   |
| 27               | 篝火   | 54 | 夢浮橋 |

桐壺（きりつぼ）は『源氏物語』五十四帖の第1帖。
| 「 | いづれの御時にか 女御・更衣あまたさぶらひ給ひけるなかに いとやむごとなき際にはあらぬが すぐれて時めき給ふありけり。 | 」 |

## あらすじ
桐壺帝と桐壺更衣の契りから光源氏12歳までを描写。
どの帝の御代であったか、それほど高い身分ではないが帝（桐壺帝）に非常に寵愛されている女性（桐壺更衣）がいた。二人の間には輝くように美しい皇子が生まれたが、桐壺帝の東宮時代から入内している第一皇子の生母や他の妃たちの嫉妬や嫌がらせを受け、更衣は3歳の皇子を残して病死、火葬される。これを深く嘆く帝を慰めるため亡き更衣に生きうつしの先帝の第四皇女（藤壺）が入内し寵愛される。一方、祖母（更衣の母）をさらに失った皇子は帝のもとで育てられ、亡き母・桐壷更衣に似ていると言われる藤壺を殊更に慕う。政権に巻き込まれないよう桐壺帝は愛する第二皇子を親王にはせず、帝は源姓を与えて臣籍降下させた。元服と同時に左大臣の娘（葵の上）と結婚させる。高麗の相人が命名したのを世間の人がもてはやし光君や光源氏と称される。

## 補足
嵯峨天皇（在位: 809年 - 823年）は多くの皇子を儲ける。経費を削減し皇室を安定させるため天皇は皇子の多くを臣籍降下させた（臣籍降下の際に賜姓した）。天皇の妃には皇后（中宮）・女御・更衣・御息所などがいるが、皇后・女御など比較的身分の高い妃より更衣・御息所など比較的身分の低い妃が産んだ皇子から優先的に臣籍降下させている。
嵯峨天皇の皇子・源融が光源氏のモデルの一人と言われている。
また、天皇の皇子で臣籍降下の際に源氏を賜った所謂「一世源氏」と呼ばれる人々の中には、父天皇の意向で内裏において元服を行って饗宴・引出物なども天皇主導で行うことで他の臣下とは異なる存在であることが強調された事例を元に、臣下となった光源氏の元服を父・桐壺帝が仕切っている内容が記された確率が高い。
光源氏が誕生した際に占いを行った「宿曜のかしこき道の人」とは宿曜道の占い師（宿曜師）である。

## 後挿入説・後記説
本巻は源氏物語の首巻であり、年立の上で最も早い時間軸の部分が描かれているが、続く巻である「帚木」とのつながりが悪いことなどを理由として古くは室町時代の注釈書である『源氏物語聞書』、近代に入ってからは与謝野晶子により、さらには池田亀鑑や阿部秋生らによってしばしば後挿入説・後記説が唱えられている。本巻と「帚木」との間の不整合については両巻の間に「輝く日の宮」の巻の存在を想定して解決しようとする風巻景次郎の説もある。